# Mistrzostwa Azji w Zapasach 1992
Mistrzostwa Azji w zapasach w 1992 roku rozegrano w Teheranie w Iranie od 7 do 10 kwietnia. Turniej odbył się w Azadi Indoor Stadium.

## Tabela medalowa
|    | Państwo          |    |    |    | Razem: |
| -- | ---------------- | -- | -- | -- | ------ |
| 1. | Iran             | 8  | 6  | 3  | 17     |
| 2. | Korea Północna   | 4  | 0  | 0  | 4      |
| 3. | Korea Południowa | 3  | 4  | 8  | 15     |
| 4. | Chiny            | 2  | 2  | 2  | 6      |
| 5. | Japonia          | 1  | 4  | 5  | 10     |
| 6. | Mongolia         | 1  | 2  | 1  | 4      |
| 7. | Syria            | 1  | 0  | 1  | 2      |
| 8. | Indie            | 0  | 2  | 0  | 2      |
|    | Razem:           | 20 | 20 | 20 | 60     |

## Wyniki mężczyźni

### styl wolny
| Waga   | Złoto:             | Srebro:                 | Brąz:            |
| 48 kg  | Kim Il-ong         | Cerenbaataryn Chosbajar | Chen Zhengbin    |
| 52 kg  | Li Hak-son         | Madżid Torkan           | Kim Sun-hak      |
| 57 kg  | Ri Yong-sam        | Owejs Mallahi           | Kim Jong-oh      |
| 62 kg  | Kim Gwang-chol     | Mohammad Zolfaghari     | Shin Sang-kyu    |
| 68 kg  | Hwang Sang-ho      | Akbar Fallah            | Ahmad Al-Aosta   |
| 74 kg  | Amir Reza Chadem   | Yoshihiko Hara          | Lodojn Enchbajar |
| 82 kg  | Rasul Chadem       | Nergüjn Tümennast       | Atsushi Itō      |
| 90 kg  | Puncagijn Süchbat  | Abbas Dżadidi           | Akira Ōta        |
| 100 kg | Kazem Gholami      | Lee Ho-jik              | Manabu Nakanishi |
| 130 kg | Ali Reza Lorestani | Wang Chunguang          | Tamon Honda      |

### styl klasyczny
| Waga   | Złoto:              | Srebro:          | Brąz:              |
| 48 kg  | Masanori Ōhashi     | Pappu Jadav      | Sim Kwon-ho        |
| 52 kg  | Chalid al-Faradż    | Kim Soo-young    | Madżid Dżahandide  |
| 57 kg  | Sheng Zetian        | Shi Jin-chul     | Hamid Samadi       |
| 62 kg  | Ahad Pazadż         | Mohan Patil      | Kim Dong-bum       |
| 68 kg  | Abdollah Czamangoli | Takumi Mori      | Kim Yong-jae       |
| 74 kg  | Ahad Dżawan Saleh   | Wei Qingkun      | Han Chee-ho        |
| 82 kg  | Park Myung-suk      | Ali Chosztinat   | Li Daxin           |
| 90 kg  | Hasan Babak         | Park Hyun-seo    | Yasutoshi Moriyama |
| 100 kg | Song Sun-il         | Takashi Nonomura | Dżaber Abbaszade   |
| 130 kg | Tian Lei            | Ken’ichi Suzuki  | Yang Young-jin     |